# Aitor Pérez Arrieta
Aitor Pérez Arrieta (Cegama, España, 24 de julio de 1977) es un ciclista español.
Debutó como profesional en 2004 con el equipo Cafés Baqué. Un inicio de campaña esperanzador con Spiuk en 2005 le abrieron las puertas del UCI ProTour con el Caisse d'Epargne en cuya escuadra permaneció dos temporadas en las que disputó las mejores carreras del circuito mundial UCI ProTour.
El 5 de diciembre de 2012 anunció su retirada del ciclismo tras nueve temporadas como profesional y con 35 años de edad.

## Palmarés
2005
- 1 etapa del GP Internacional del Oeste

## Resultados en Grandes Vueltas
| Carrera | Carrera         | 2004 | 2005 | 2006 | 2007 | 2008 | 2009  | 2010 | 2011  | 2012 |
| ------- | --------------- | ---- | ---- | ---- | ---- | ---- | ----- | ---- | ----- | ---- |
|         | Giro de Italia  | —    | —    | —    | 32.º | —    | —     | —    | —     | —    |
|         | Tour de Francia | —    | —    | —    | —    | —    | —     | 82.º | —     | —    |
|         | Vuelta a España | 66.º | —    | —    | —    | —    | 111.º | —    | 106.º | —    |

—: no participa
Ab.: abandono

## Equipos
- Cafés Baqué (2004)
- Spiuk (2005)
- Caisse d'Epargne (2006-2007)
- Extremadura-Ciclismo Solidario (2008)
- Contentpolis-AMPO (2009)
- Footon-Servetto (2010)
- Lampre-ISD (2011)
- Gios Deyser-Leon Kastro (2012)